# Prolessi del relativo
La prolessi (o anticipazione) della relativa è una figura retorica utilizzata nella lingua latina, che consiste nel porre la proposizione relativa subordinata prima della reggente, per ottenere una enfasi espressiva. Non c'è una corrispondente costruzione in italiano.
Il pronome relativo viene in genere richiamato, nella reggente, da un pronome dimostrativo o determinativo, a differenza del nesso che corrisponde ad uno di questi ultimi.
Nella traduzione, è opportuno esprimere prima la proposizione reggente e far seguire ad essa la relativa. Però, poiché la relativa anticipata mette in rilievo quanto deve emergere dall'enunciato generale della frase, è bene cercar di mantenere lo stesso rilievo della proposizione relativa, facendola possibilmente seguire al termine della principale cui è collegata, posto subito all'inizio del periodo.
Ad esempio:
- Quos ferro trucidari oportebat, eos nondum voce vulnero. (Cic.) ... Coloro che dovevano essere uccisi con la spada, non li colpisco ancora con la voce.

Da ricordare, che le espressioni incidentali qua prudentia es, quae tua prudentia est, pro tua prudentia, rese in italiano sono:
"saggio come sei, data la tua saggezza"
Ad esempio:
- Qua mollitia sum animi, numquam illius lacrimis restitissem ... Data la mia sensibilità d'animo, non avrei mai resistito alle sue lacrime.